# 984
سنة 984 م كانت سنة كبيسة تبدأ يوم الثلاثاء (الرابط يظهر نموذج التقويم الكامل للسنة) من التقويم اليولياني.

## مواليد
- ثيودورا الثالثة.

## وفيات
- أبو الفتح الأزدي.
- بلقين بن زيري.
- يوحنا الرابع عشر.